# Rechtspersonenbelasting
Rechtspersonenbelasting is de in België geheven inkomstenbelasting voor rechtspersonen. Het gaat voor de rechtspersonenbelasting over ongeveer honderdduizend verenigingen zonder winstoogmerk (vzw's), stichtingen en dergelijke. Onder de rechtspersonenbelasting worden bedrijfsinkomsten niet belast. Ook de openbare overheden, zoals de gemeenten, vallen onder deze wetgeving.
Vennootschappen daarentegen vallen er niet onder: voor rechtspersonen met winstoogmerk geldt de vennootschapsbelasting.
De aangifte verloopt via de BIZTAX applicatie, waar bestuurders of hun gevolmachtigden toegang toe hebben. Hierbij moet minimaal de jaarrekening opgeladen worden.

## Andere belastingen
De belasting op de roerende en onroerende inkomsten beperken zich tot de ingehouden voorheffingen, respectievelijk roerende voorheffing en onroerende voorheffing.
Verder zijn er gemeentelijke belastingen.

### Patrimoniumtaks
| Kapitaal  | Belasting |
| --------- | --------- |
| ≤ 50.000  | nihil     |
| > 50.000  | 0,15%     |
| > 250.000 | 0,30%     |
| > 500.000 | 0,45%     |

De taks tot vergoeding der successierechten (officiële naam), ook wel genoemd jaarlijkse taks op de vzw’s (alternatieve naam), patrimoniumtaks, of kortweg (verwarrend) successierechten is een federale belasting op de eigendommen (roerend, onroerend) van vzw's. De taks tot vergoeding der successierechten ten laste van vzw's werd ingevoerd bij de wet van 27 juni 1921, als compensatie omdat vzw's een eeuwigdurende bestemming hebben en geen belasting betalen; deze taks probeert hier een compensatie voor te vinden. Deze taks staat administratief los van de rechtspersonenbelasting. De taks wordt berekend op de reserves op 1 januari. Vzw's die belastingplichtig zijn moeten voor 1 maart spontaan een aangifte indienen en de betaling doen. Werkingsmiddelen, debiteuren, voorraden en verplichtingen worden niet in aanmerking genomen.
De wet werd op 28 december 2023 aangepast, tijdens een extra zitting van de Kamer. Het eenvormig tarief van 0,17% vanaf € 25.000 werd omgezet in een progressief tarief vanaf € 50.000. Ook worden buitenlandse eigendommen belast. Hierdoor worden vzw's met meer dan € 250.000 zwaarder belast. Vooral sociale secretariaten worden geïmpacteerd. Door de herziening van de belastingschalen moeten naar schatting 6.000 vzw’s en private stichtingen meer betalen, 11.000 kleinere organisaties zouden minder betalen. Bepaalde sectoren zoals onderwijs, jeugd, cultuur, sport, zorginstellingen, natuurverenigingen, dierenasielen, maatwerkbedrijven en private archiefcentra worden (gedeeltelijk) vrijgesteld. Daardoor zou de geschatte netto-ontvangst slechts 77 miljoen euro bedragen i.p.v. 82. Vzw's die minder dan € 50.000 aan roerende en onroerende goederen in eigendom hebben moeten niet langer aangifte doen. Voorheen moesten honderdduizenden kleine vzw's die minder dan € 25.000 bezaten toch jaarlijks een schriftelijke melding doen dat ze geen belasting hoefden te betalen. Vanaf 1 januari 2025 komt er een elektronisch platform om de aangifte in te dienen. 